# Ikuo Takahara
Pour les articles homonymes, voir Takahara.
Ikuo Takahara (高原 郁夫, Takahara Ikuo, né le 14 octobre 1957) est un footballeur japonais.